# كيرميت براون
كيرميت براون (بالإنجليزية: Kermit Brown)‏ هو محامي وسياسي أمريكي، ولد في 21 سبتمبر 1942 في دنفر في الولايات المتحدة. حزبياً، نشط في الحزب الجمهوري. وقد انتخب عضو مجلس نواب وايومنغ.